# Mennoniten-Brüdergemeinde Bielefeld
Die Mennoniten-Brüdergemeinde e.V. Bielefeld (Heepen/Oldentrup/Schildesche) (kurz MB Bielefeld) ist eine evangelische Freikirche in täuferischer Tradition in der ostwestfälischen Stadt Bielefeld in Nordrhein-Westfalen. Die Mennoniten-Brüdergemeinde ist 1974 entstanden und versammelt sich heute an drei Standorten in verschiedenen Stadtteilen. Angeleitet wird die Gemeinde durch den Hauptpastor Heinrich Klassen.

## Geschichte
Die MB Bielefeld ist eine Mennonitische Brüdergemeinde und die dritte Freikirche, die in Deutschland – nach Gründungen in Paderborn und Bonn – von russlanddeutschen Heimkehrern aus der Sowjetunion gegründet wurde.
Nachdem sich Anfang der 1970er Jahre einige russlanddeutsche Christen in Bielefeld niedergelassen hatten, begann eine Gruppe zu wachsen, die schließlich am 15. Juni 1974 den ersten offiziellen Gottesdienst in den Räumlichkeiten des Arche-Noah-Kindergartens der Evangelischen Kirchengemeinde Brackwede feierte. Innerhalb von knapp zwei Jahren wuchs die Gruppe auf die dreifache Größe, sodass man neue Räumlichkeiten brauchte und ab Oktober 1976 die Aula des Gymnasiums Bethel für die regelmäßigen Versammlungen nutzte.
Ab 1980 zog man um in das eigene Gemeindehaus in Bielefeld-Heepen. Neben dem eigenen Wachstum, das eine Ausdehnung auf mehrere Standorte zur Folge hatte, führten Gemeindegründungsprojekte der MB Bielefeld auch dazu, dass andere Freikirchen u. a. in Bielefeld-Brackwede, Oerlinghausen, Nürnberg und in Brasilien entstanden sind.

## Standorte

### Heepen

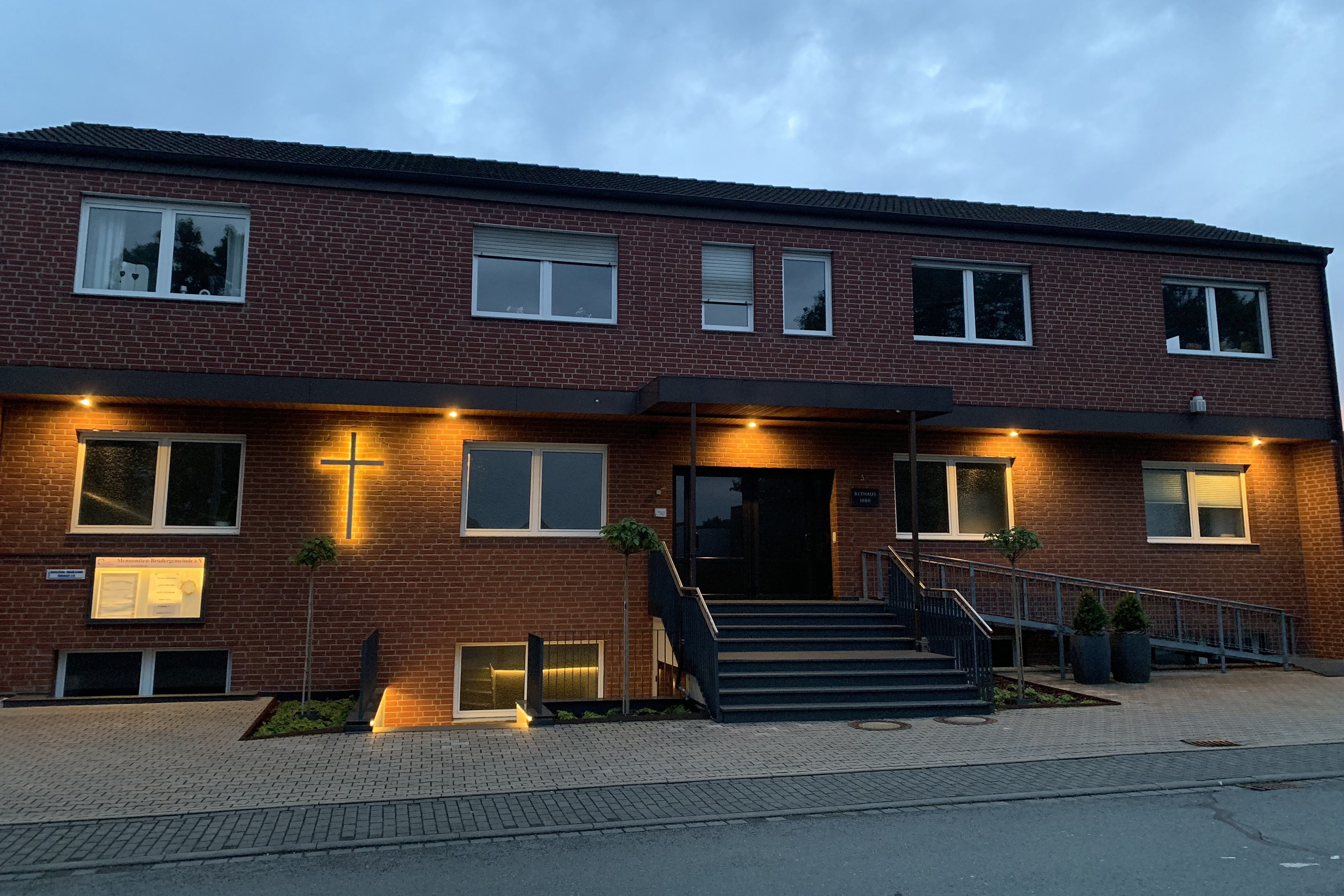
Gemeindehaus in Heepen

Im November 1980 wurde das erste eigene Gemeindehaus im Stadtteil Heepen am Kleebrink 3 eingeweiht. Ursprünglich war das Gebäude eine Lagerhalle und wurde in Eigenarbeit der Gemeindemitglieder zum Bethaus umgebaut. Nach einigen Jahren erfolgten weitere Umbauten und Erweiterung sowie der Ankauf des Nachbargrundstücks Kleebrink 1, in dem sich u. a. die Christliche Tagespflege „Hoffnungsort“ befindet.
Heinrich Schneider ist seit 2016 Gemeindepastor der MB Bielefeld am Standort in Heepen.

### Oldentrup

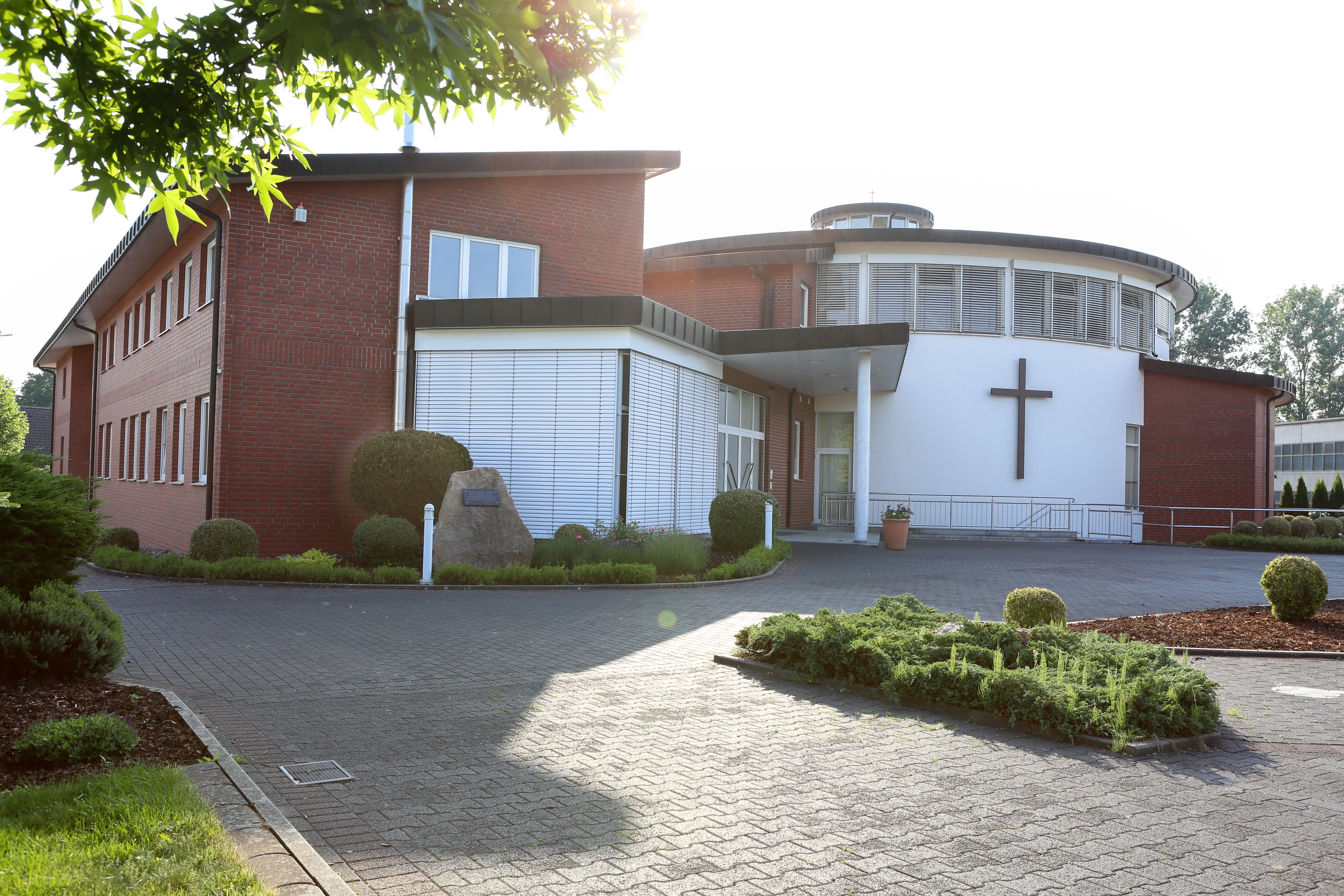
Gemeindehaus in Oldentrup

Innerhalb der nächsten 20 Jahre wurde erneut das Gemeindehaus in Heepen zu klein, sodass ein neuer Standort in Oldentrup entstand. In ehrenamtlicher Eigenarbeit der Mitglieder wurde ein neues Gemeindehaus im Kuckucksweg 71 gebaut und im Jahr 2000 eingeweiht.
Heinrich Löwen ist seit 2017 Gemeindepastor der MB Bielefeld am Standort in Oldentrup.

### Schildesche

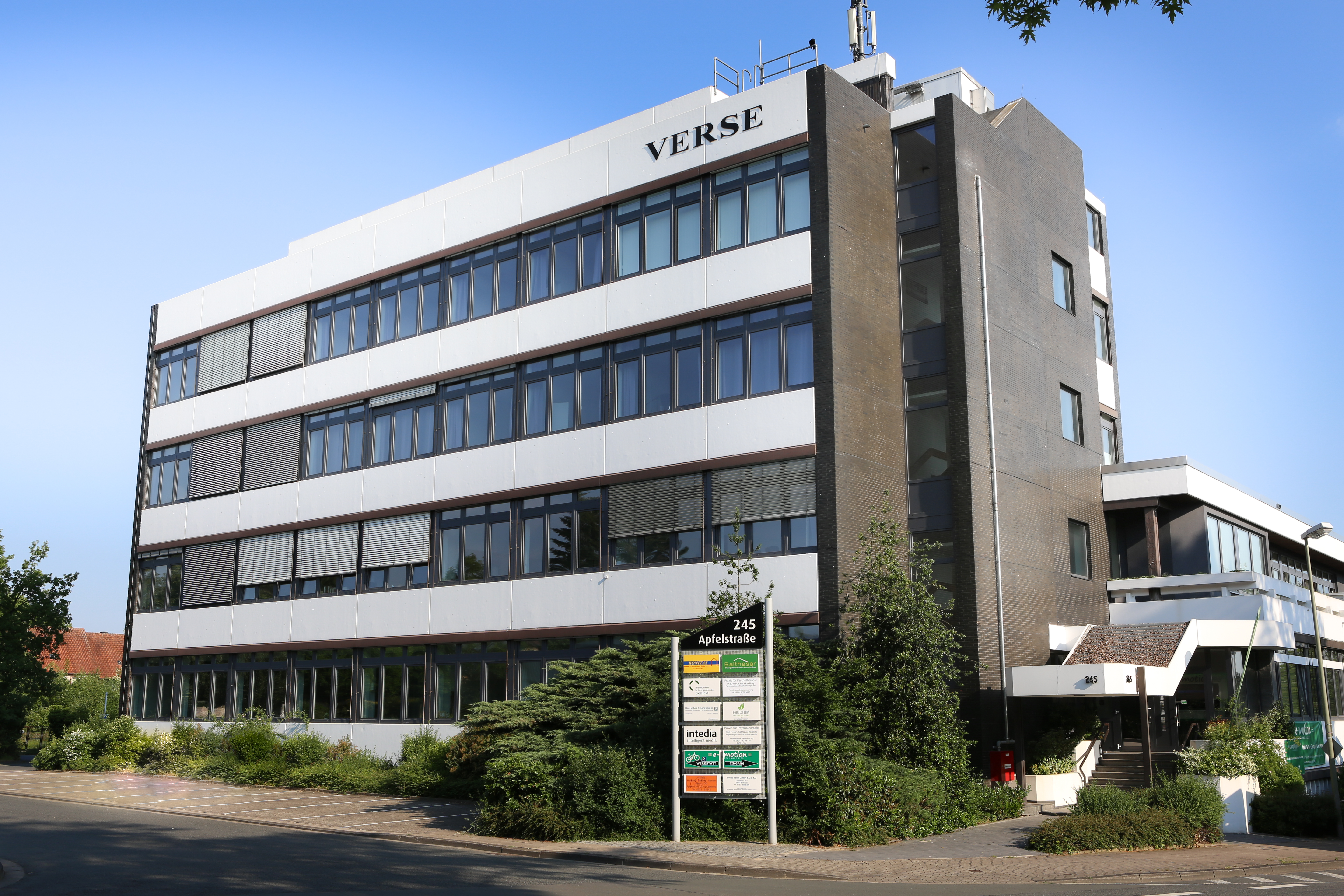
Gebäude in Schildesche, in dem sich die Gemeinderäumlichkeiten befinden

Im Mai 2017 wurde ein weiterer Standort in Schildesche gegründet. Für die Versammlungen wurden Räumlichkeiten in der Apfelstraße 245 angemietet.
Daniel Hildebrandt ist seit 2017 ehrenamtlicher Gemeindepastor der MB Bielefeld am Standort in Schildesche.

## Gemeindeleben

### Gottesdienste und Gruppentreffen
Die MB Bielefeld bietet viele verschiedene Angebote für alle Altersgruppen. Neben den Sonntagsgottesdiensten und den Gemeinabenden am Freitag bestehen weitere Angebote der Gemeinde in Kleingruppen, Gemeinde-, Jugend- und Kinderchören, Bibel- und Gebetsstunden, Gemeindebibelschulkursen und vielem mehr. Zu den regelmäßigen Angeboten an allen Standorten gehören:
- Sonntags:
  - Der Sonntagsgottesdienst je Standort zu verschiedenen Zeiten. Die Gottesdienste können auch über den Livestream verfolgt werden.

- Freitags:
  - Gemeindeabend: um 18 Uhr für alle Altersgruppen
  - Parallel dazu: Kinder-, Jungschar- und Teenagergruppen für 3- bis 15-Jährige
  - Anschließend: Jugendstunde für Jugendliche ab 16 Jahren

Zu Beginn der Maßnahmen aufgrund der Corona-Pandemie im Jahr 2020 wurden in der MB Bielefeld Livestream-Gottesdienste eingeführt und zählten laut Bericht der Neuen Westfälischen zu den Top 10 der Online-Gottesdienste in Deutschland.

### Zahlen
Die MB Bielefeld zählt mit aktuell ca. 1.040 Mitgliedern zu den größten freikirchlichen Ortsgemeinden in Deutschland. Auf allen drei Standorten zusammen genommen, versammeln sich regelmäßig jeden Sonntag ca. 1.200 Personen zu den Gottesdiensten.

### Unterstützung sozialer Projekte
Die MB Bielefeld unterstützt ehrenamtlich verschiedene soziale Projekte vor Ort. Dabei sind einige Initiativen entstanden, wie beispielsweise die Gründung von zwei Kindertagesstätten oder auch einer christlichen Tagespflege. Außerdem veranstaltet die MB Bielefeld jedes Jahr ein Kinder- und Teenagercamp, engagiert sich in der Stadtteilarbeit und ist Mitglied im Bielefelder Jugendring. Hier eine Liste der Projekte:
- KiTa Spatzennest beim Standort in Oldentrup[10]
- KiTa Zum guten Hirten beim Standort in Schildesche[11]
- Christliche Tagespflege Hoffnungsort beim Standort in Heepen[12]
- Sozialdiakonische Kinder- und Jugendarbeit festpunkt im Stadtteil Heepen[13]
- Herold-Lager. Freizeitcamp für Kinder und Teenager in den Sommerferien[14]

## Lehre
Die MB Bielefeld ist als Freikirche in ihrer Lehre autonom. Sie teilt die Überzeugungen des apostolischen Glaubensbekenntnisses und sieht sich als Teil der weltweiten christlichen Gemeinde, unabhängig von Konfession und Denomination. Gleichzeitig hat sie eigene Überzeugungen, die sie in ihrem Glaubensbekenntnis näher erklärt. Außerdem gilt für sie ebenfalls das allgemeinere Glaubensbekenntnis der ICOMB (International Community of Mennonite Brethren).
Als mennonitische Brüdergemeinde steht die MB Bielefeld in täuferischer Tradition. Dazu schreibt sie auf ihrer Homepage: Das Ziel der ersten Täufer und der Mennonitischen Brüder war und ist es, den Glauben und das Leben der neutestamentlichen Gemeinden für das private und gemeinsame Verhalten in Gemeinde und Gesellschaft wiederzugewinnen. Sie betrachten ihr Bekenntnis als ein öffentliches Glaubensbekenntnis, das auf Gottes Wort beruht.

## Nationale und internationale Zusammenarbeit
Die MB Bielefeld ist Mitglied im Bund evangelischer Freikirchen (TG) und International Committee of Mennonite Brethren (ICOMB).